# Liège-Bastogne-Liège 1928
La 18e édition de Liège-Bastogne-Liège a eu lieu le 13 mai 1928 et a été remportée par le Belge Ernest Mottard. 
Ernest Mottard se présente en solitaire à l'arrivée de cette dix-huitième édition de la Doyenne avec douze minutes d'avance sur un petit groupe de quatre coureurs réglé au sprint par Maurice Raes, le vainqueur de l'édition précédente. 27 coureurs étaient au départ et 16 à l'arrivée. Ernest Mottard est le quatrième Liégeois à remporter la Doyenne après Léon Houa (1892, 1893 et 1894), Victor Fastre (1909) et Dieudonné Smets (1926).

## Classement
| n° | Coureur             | Équipe | Temps           |
| -- | ------------------- | ------ | --------------- |
| 1  | Ernest Mottard      | -      | 7 h 17 min 00 s |
| 2  | Maurice Raes        | -      | à 12 min 00 s   |
| 3  | Emile Van Belle     | -      | m.t.            |
| 4  | Auguste Van Haelter | -      | m.t.            |
| 5  | Jean Wauters        | -      | m.t.            |
| 6  | Albert Herman       | -      | à 17 min 00 s   |
| 7  | Georges Lemaire     | -      | m.t.            |
| 8  | Pierre Van Mol      | -      | m.t.            |
| 9  | Troka Braems        | -      | m.t.            |
| 10 | Alfred Sira         | -      | m.t.            |